# Luigi Snozzi

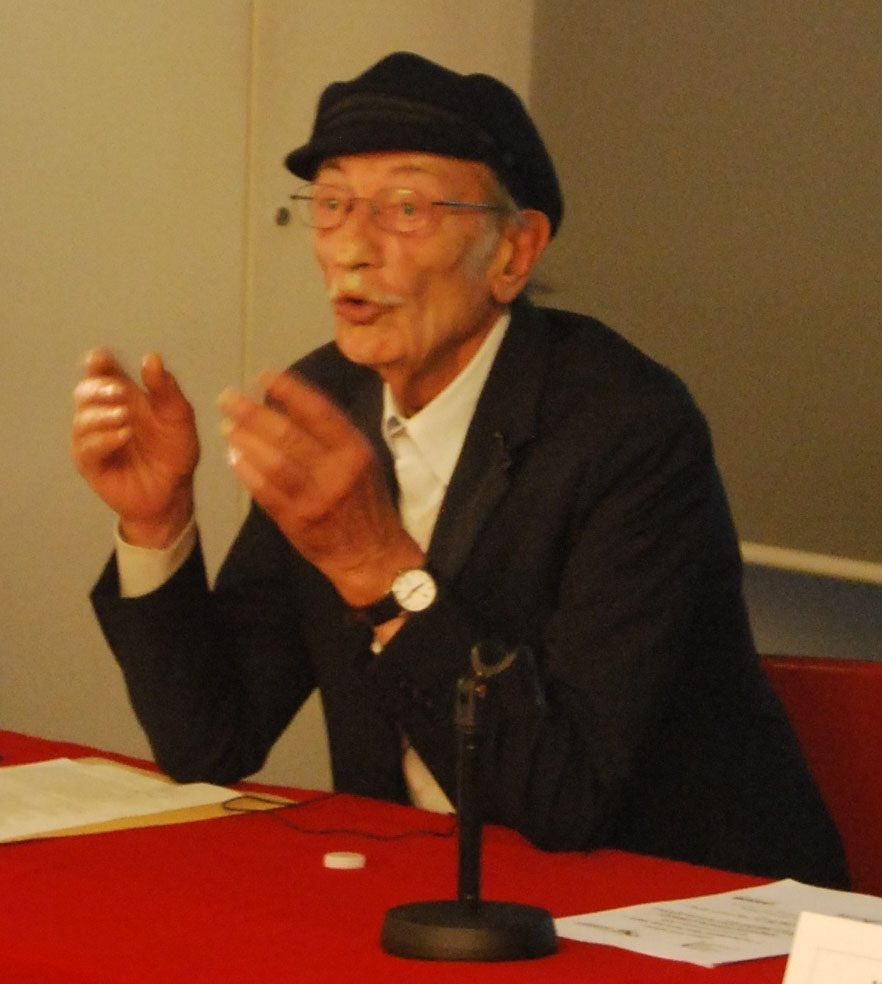
Luigi Snozzi, 2009

Luigi Snozzi (* 29. Juli 1932 in Mendrisio; † 29. Dezember 2020 in Minusio) war ein Schweizer Architekt und Universitätsprofessor.

## Leben und Werk

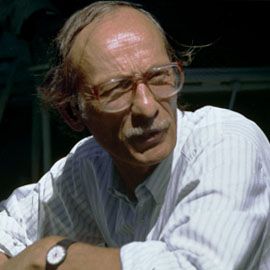
Luigi Snozzi, 1990

Snozzi studierte von 1952 bis 1957 Architektur an der Eidgenössischen Technischen Hochschule in Zürich. Nach seinem Diplom machte er Praktika bei den Tessiner Architekten Peppo Brivio in Locarno und bei Rino Tami in Lugano. 1958 eröffnete er in Locarno ein eigenes Architekturbüro. Moderne Architektur war im Tessin zu dieser Zeit weitgehend exotisch. Snozzi hatte an der ETH Zürich zusammen mit seinen ebenso berühmten Kollegen Livio Vacchini und Aurelio Galfetti studiert, ihre Gemeinsamkeit war der offensichtliche Bezug zur Architektur der Moderne. Snozzi arbeitete von 1962 bis 1971 mit Livio Vacchini zusammen. Von 1973 bis 1975 war Snozzi Gastdozent für architektonisches Entwerfen an der ETH Zürich. Von 1975 bis 1988 unterhielt Snozzi ein Zweitbüro in Zürich mit seinem Büropartner Bruno Jenni. Erst 1985, zehn Jahre nach seiner Gastdozentur in Zürich, wurde Snozzi schliesslich ordentlicher Professor an der EPFL (École Polytechnique Fédérale) in Lausanne, wo er bis 1997 lehrte. Von 1986 bis 1988 war Luigi Snozzi Vorsitzender des Gestaltungsbeirats der Stadt Salzburg. 1988 eröffnete Snozzi dann ein Zweitbüro in Lausanne.
Mit der Ausstellung «Tendenzen – Neue Architektur im Tessin» 1975 am Institut für Geschichte und Theorie der Architektur der ETH Zürich wurde Snozzis zentrale Position in der Tessiner Architekturschule erstmals einer breiten Öffentlichkeit vorgestellt. Von dieser Zeit an nimmt sein Einfluss auf die jüngere Architektengeneration in der Schweiz zu – und kann bis heute kaum überschätzt werden. Für Snozzis Arbeiten ist die Architektur der Moderne ein stetiger Bezugspunkt, die der «bekennende Sozialist» und Mitglied der Partito Socialista Autonomo jedoch nie unkritisch adaptiert. Snozzi vollzieht keinen dezidierten Bruch mit der Vergangenheit, er versteht vielmehr die Geschichte als Impuls des Neuen. Sein Credo lautet: «Architektur muss man nicht erfinden, man muss sie nur wiederfinden.»
Jenseits aller Klischees und gegen grosse Widerstände konnte Snozzi, der auch politisch engagiert war, seine Vorstellung der Neuinterpretation des kleinräumig-urbanen Lebens in dem beeindruckenden Beispiel der Revitalisierung des Örtchens Monte Carasso (ab 1977) verwirklichen, welches er aus einer zersplitterten und ihrer Strukturen beraubten Siedlung mit verschiedenen Eingriffen wieder in einen Ort der Identifikation verwandelte, wobei seine Architektur niemals aufdringlich modisch, sondern immer zurückhaltend und sich dem Zweck unterwerfend, jedoch immer voller Poesie ist. Snozzis häufig in Sichtbeton ausgeführten Bauten sind keine autonomen Objekte, sondern suchen immer die Beziehung zur Stadt. Erst durch die genaue «Lektüre des Ortes» entwickelt er seine Architektur. Er bekennt: «Ich liebe die Stadt».
Snozzi starb im Alter von 88 Jahren an den Folgen von COVID-19.

## Bauwerke
- 1958: Casa Dr. Lucchini, Faido

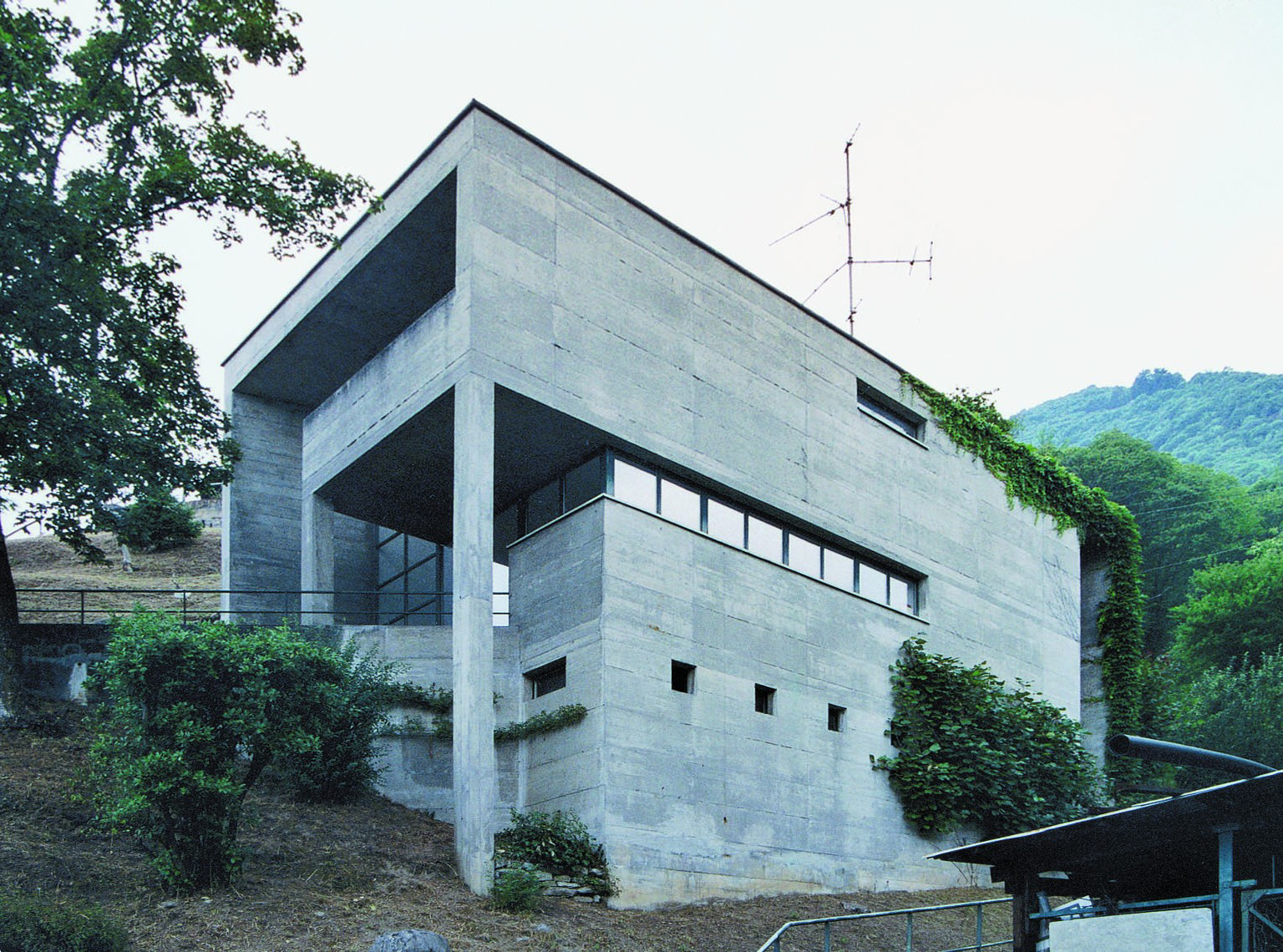
Casa Kalman, Brione sopra Minusio

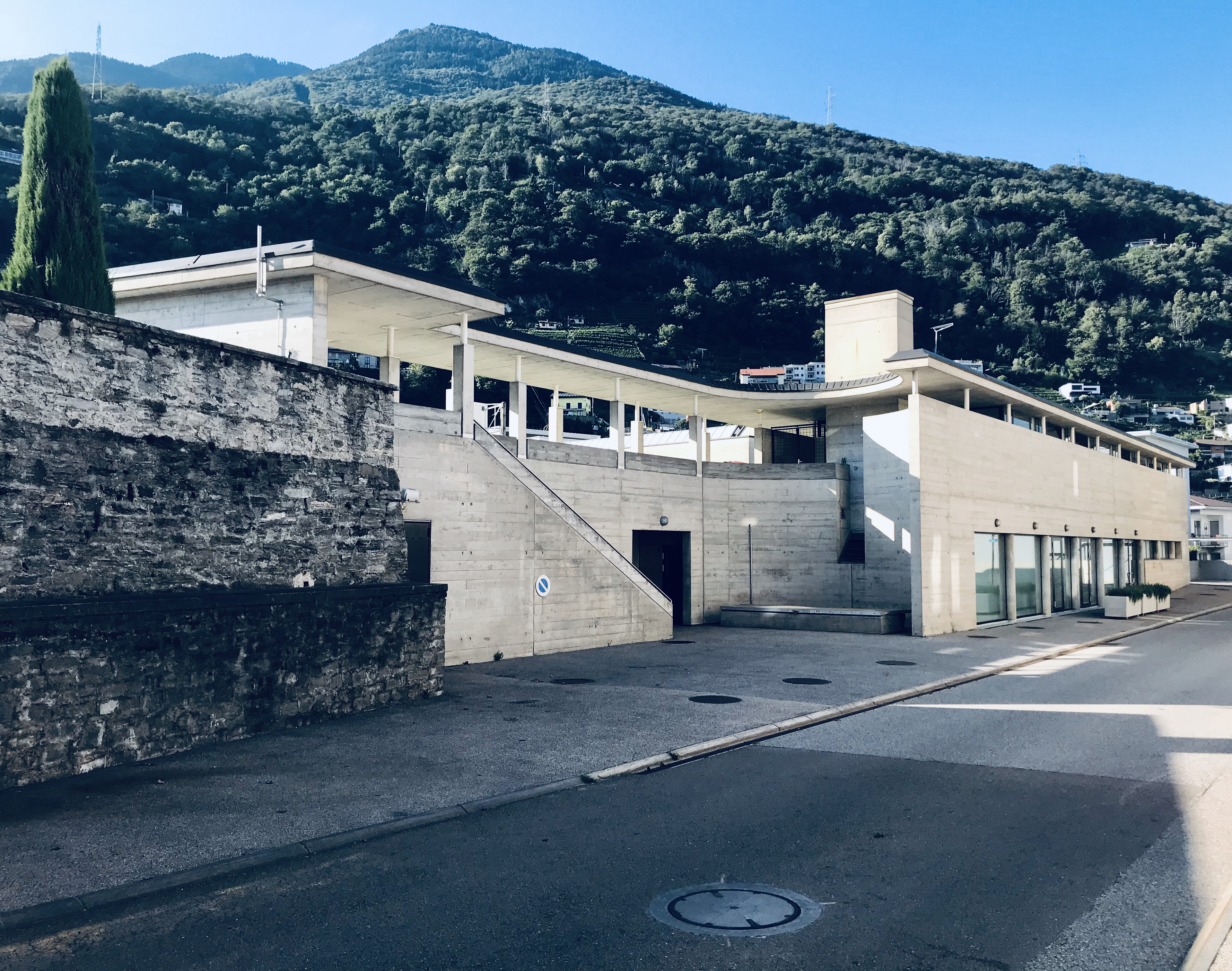
Sporthalle, Umkleidehaus, Monte Carasso

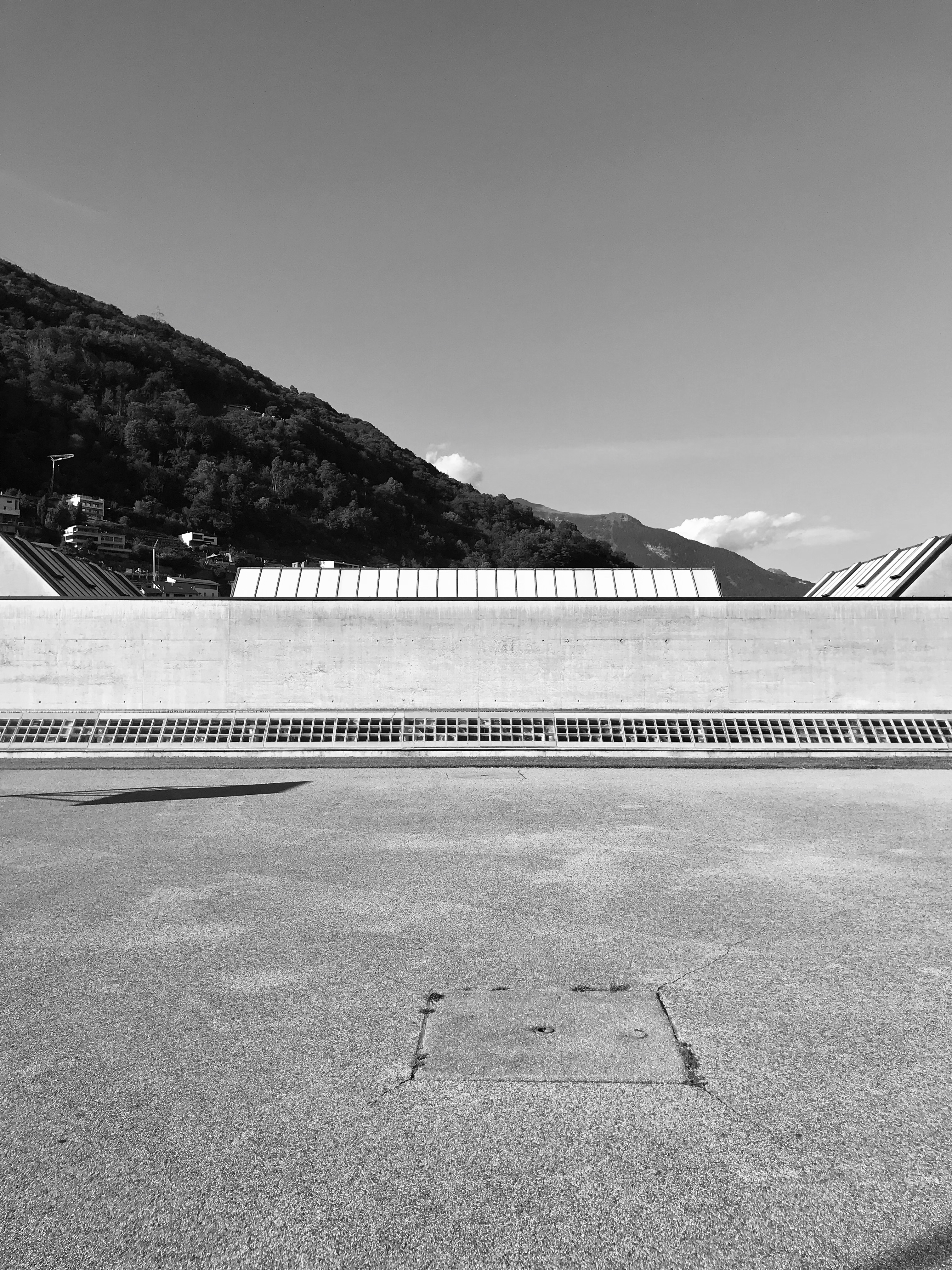
Sporthalle, Monte Carasso

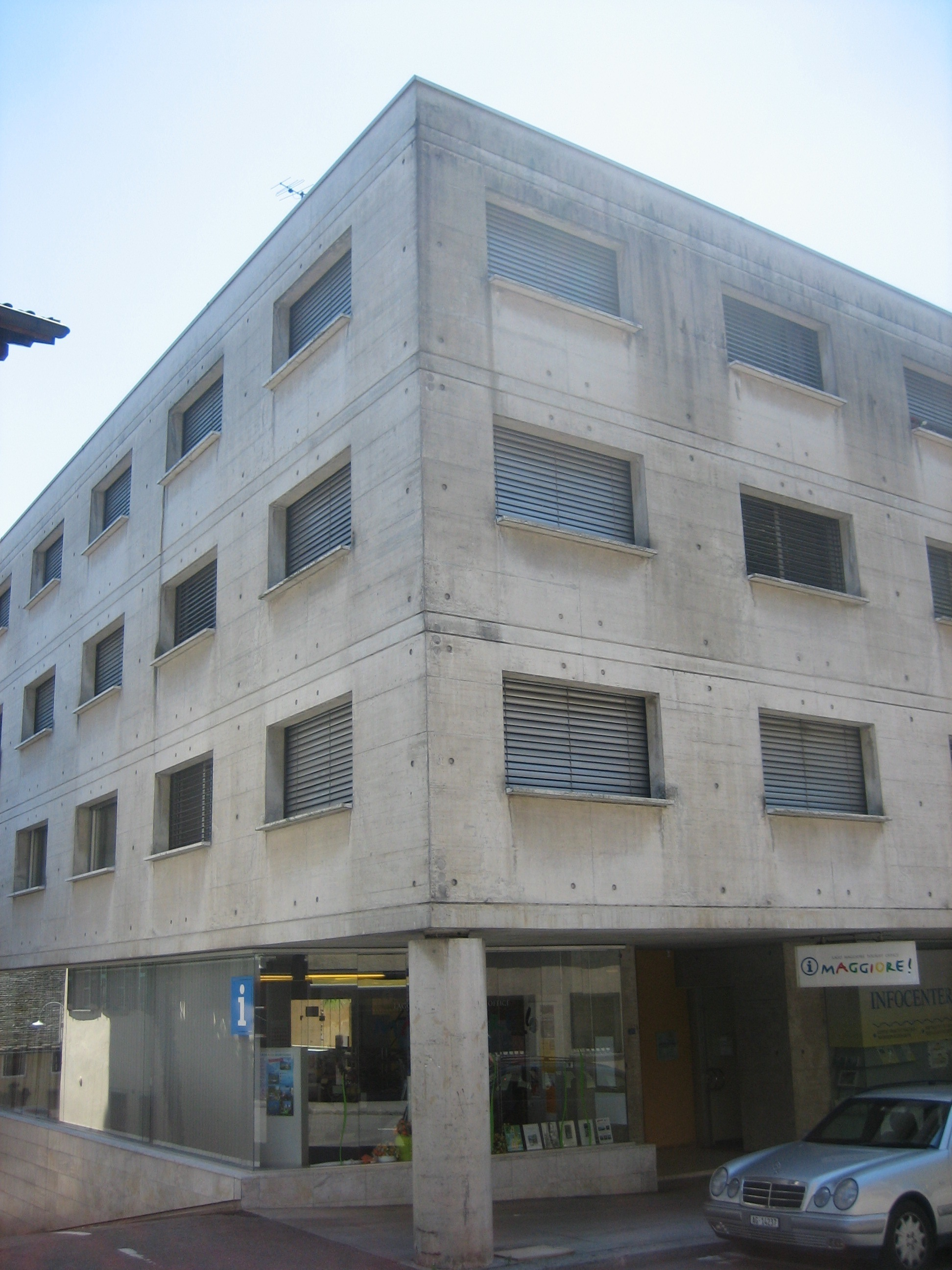
Appartementhaus Bianchini, Brissago

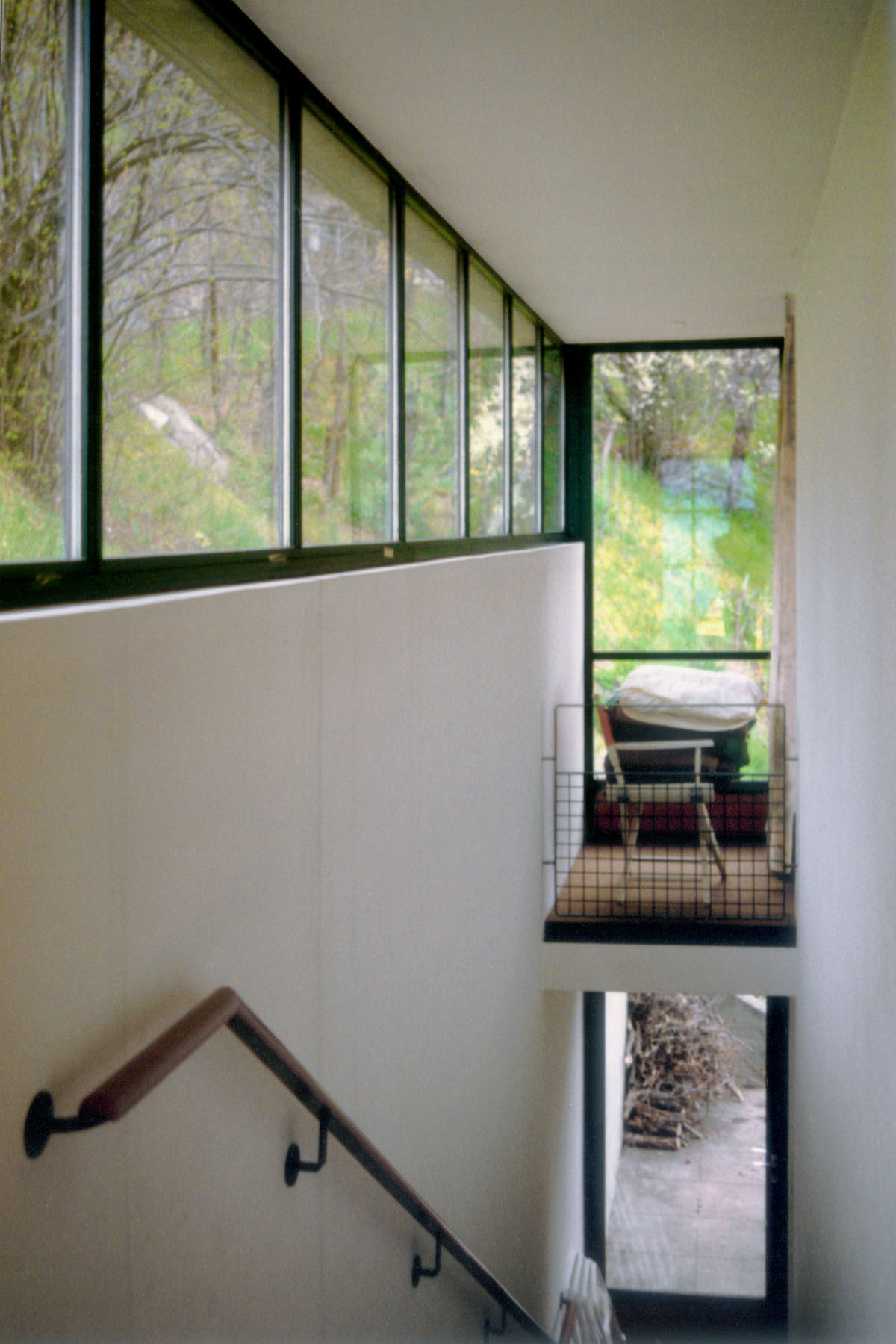
Casa Kalman, Treppenhaus

- 1959: Casa Stratmann, San Nazzaro (TI)
- 1962–1965: Verwaltungsgebäude Fabrizia, Bellinzona mit Livio Vacchini
- 1964–1966: Casa Snider, Verscio mit Livio Vacchini und Ingenieur Alessandro Rima[3]
- 1973: Wettbewerb Überbauung, Celerina[4]
- 1970–1974: Condominio Collina, Locarno
- 1975–1976: Casa Kalman, Brione sopra Minusio
- seit 1977: Stadtplanung und mehrere Wohnhäuser, Monte Carasso
- 1977: Casa Bianchetti, Locarno (Monti della Trinita)
- 1977–1979: Geschäftsgebäude Constantini, Minusio
- 1981–1984: Raiffeisenbank, Monte Carasso[5]
- 1982–1984: Sporthalle, Monte Carasso[6]
- 1983–1984: Sportverein, Monte Carasso[7]
- 1985: Casa Barbarossa, Minusio
- 1977–1987: Renovierung des Klosterkomplexes Madonna del Sasso, Orselina
- 1985–1987: Appartementhaus Bianchini, Brissago mit Bruno Barosso, Gian Franco Chiappini, Michele Arnaboldi, Maurizio Vicedomini
- 1988–1990: Casa Diener, Ronco sopra Ascona
- 1987–1993: Grundschule, Monte Carasso[8]
- 1983–1994: Pfarreizentrum, Lenzburg
- 1992–1995: Casa Cassina, Bellinzona
- 1992–1995: Häuser Giannini und Salzborn, Cureglia
- 1996: Masterplan Wohnbebauung Neues Bauen am Horn mit Adolf Krischanitz & Diener & Diener[9]
- 1993–2002: Wohnzeile «STOA», Maastricht
- 2003: Stadthof, Sursee
- 2004: Casa Gobbi, Tegna
- 2004–2008: Erweiterung Grundschule, Monte Carasso[10]
- 2009–2011: Casa Stefano Guidotti, Monte Carasso[11]
- 1993–2013:  Verwaltungszentrum mit Sabine Snozzi Groisman und Gustavo Groisman[12]

## Wettbewerbe
- 1973: Überbauung Celerina[13]
- 1981–1984: Bündner Kunstmuseum, Chur[14]

## Mitgliedschaften und Preise
- 1983: Ehrenmitglied des Bundes Deutscher Architekten BDA
- 1994: Mitglied der Akademie der Künste in Berlin und Ehrenmitglied des Schweizerischen Ingenieur- und Architektenvereins SIA
- 2013: Ehrendoktor an der Fakultät für Architektur der Technischen Universität München
- 2018: Prix Meret Oppenheim[15]

## Zitate
- «Baust Du einen Weg, ein Haus, ein Quartier, dann denke an die Stadt!»[16]
- «Jeder Eingriff bedingt eine Zerstörung, zerstöre mit Verstand.»[17]
- «Es gibt nichts Neues zu erfinden, alles ist erneut zu erfinden.»[18]
- «Architektur ist ‹LEERE›, es liegt an dir, sie zu definieren.»[19]
- «Die Vielfalt ist das Präludium zur Monotonie. Willst du die Monotonie vermeiden, wiederhole dein Element!»[17]

## Ehemalige Mitarbeiter
- 1966–1981: Walter von Euw
- 1973–1979: William Lutz[20]
- 1979–1985: Michele Arnaboldi
- 1982–1985: Raffaele Cavadini

## Akademische Mitarbeiter
- 1974–1975: Bruno Keller an der ETH Zürich[21]
- 1985–1987: Orlando Pampuri an der EPF Lausanne
- 1986–1989: Walter A. Noebel an der EPF Lausanne
- 1993–1998: Stefano Moor an der EPF Lausanne[22]

## Schüler
- Roger Diener
- Jacques Herzog
- Pierre de Meuron

## Schriften
- Das Unding über den Geleisen: zum Projekt HB-Südwest in Zürich. Redigierte Fassung des Vortrags von Luigi Snozzi vom 13. Mai 1987 im Kunsthaus Zürich. POCH-Verlag, Zürich 1987.
- Auf den Spuren des Ortes. Museum für Gestaltung, Zürich 1996.
- Luigi Snozzi u. a.: Bau der Gesellschaft. ETH, Zürich 1996.
- Luigi Snozzi u. a.: Städte bauen – Urbanistische Projekte, Ideen und Arbeiten, 1972–1997. Niggli, Sulgen 1997.
- Wie wohnen – heute? Architektur-Galerie am Weißenhof, Stuttgart 2002.
- Le mur oublié (= Leçons du Thoronet, Nr. 3). Hrsg. Maison de l’architecture et de la ville, Marseille 2009.

## Vorträge
- 2012: Interview von Ivo Bösch, Hochparterre
- 2015: Kritik als Dienstleistung, Berlin